# نيوتن أوغيلفي تومسون
نيوتن أوغيلفي تومسون (بالإنجليزية: Newton Ogilvie Thompson)‏ هو قاضي جنوب أفريقي، ولد في 27 مايو 1904، وتوفي في 1 يوليو 1992.